# La Malhoure
La Malhoure (bret. Lanvelor) – miejscowość i gmina we Francji, w regionie Bretania, w departamencie Côtes-d’Armor.
Według danych na rok 1990 gminę zamieszkiwało 266 osób, a gęstość zaludnienia wynosiła 53 osoby/km² (wśród 1269 gmin Bretanii La Malhoure plasuje się na 963. miejscu pod względem liczby ludności, natomiast pod względem powierzchni na miejscu 1018.).